# 阿特南-普赫海姆
阿特南-普赫海姆是奧地利的城鎮，位於該國北部，由上奧地利負責管轄，面積12.32平方公里，海拔高度416米，鎮上的城鎮建於800年前，2012年人口8,876。